# Telma Ívarsdóttir
Telma Ívarsdóttir (* 30. März 1999 in Neskaupstaður) ist eine isländische Fußballtorhüterin, die 2022 erstmals für die isländische Fußballnationalmannschaft der Frauen spielte. Aktuell spielt sie bei Breiðablik Kópavogur.

## Karriere

### Vereine
Telma Ívarsdóttir begann bei Fjarðabyggð/Leiknir an der Ostküste Islands mit dem Fußballspielen. 2016 wechselte sie zu Breiðablik Kópavogur, kam dort aber zu keinen Einsätzen und wurde mehrmals verliehen, hatte bei den Leihstationen aber auch kaum Einsätze. In der Saison 2020 kam sie dann bei FH Hafnarfjörður zu 13 Einsätzen, nach der sie zu Breiðablik zurückkehrte und als Nachfolgerin von Sonný Lára Þráinsdóttir, die ihre Karriere beendet hatte, zur Stammtorhüterin wurde. Mit Breiðablik erreichte sie über den Champions-Weg die Gruppenphase der UEFA Women’s Champions League 2021/22 und wurde dabei in allen Spielen eingesetzt. Sie konnten in den Gruppenspielen aber nur beim torlosen Remis gegen Schytlobud-1 Charkiw einen Punkt gewinnen und schieden als Gruppenletzte aus. Als Vizemeister 2021 hatte  Breiðablik die Chance sich über den Platzierungsweg für die UEFA Women’s Champions League 2022/23 qualifizieren, konnte sich dafür aber im Halbfinale nicht gegen Rosenborg Trondheim durchsetzen. Aufgrund der im Training für die EM erlittenen Verletzung fiel sie für den Rest der Saison aus. Ihren Platz im Tor nahm die im Juli verpflichtete Schwedin Eva Persson ein.

### Nationalmannschaften
Telma Ívarsdóttir spielte für die isländischen Juniorinnen-Mannschaften von der U-16 bis U-19. Im Oktober 2015 stand sie bei zwei Spielen der ersten Qualifikationsrunde für die U-17-Fußball-Europameisterschaft der Frauen 2016 im Tor. Dabei blieb sie beim 3:0 gegen Montenegro ohne Gegentor, kassierte aber zwei bei der 0:2-Niederlage gegen Finnland im letzten Spiel. Als Gruppenzweite erreichten sie aber dank des 8:0-Sieges gegen die Färöer, bei dem sie nicht im Tor stand, die Eliterunde. Bei dieser stand sie im März 2016 bei den drei Spielen im Tor, konnte mit ihrer Mannschaft aber nur das erste Spiel gegen Belgien mit 2:1 gewinnen. In den Spielen gegen England und Serbien musste sie den Ball jeweils fünfmal aus ihrem Tor holen. Als Gruppendritte verpassten sie die Endrunde. Im Juni 2017 stand sie im letzten Gruppenspiel der Eliterunde der Qualifikation für die U-19-Fußball-Europameisterschaft der Frauen 2019 im Tor. Das 2:2 gegen die Schweiz war der einzige Punktgewinn für die Isländerinnen nach Niederlagen gegen die deutschen Gastgeberinnen und Polen. Als Gruppenletzte schieden die Isländerinnen aus.  Drei Monate später unternahmen sie beim Erstrundenturnier – wieder in Deutschland – einen neuen Anlauf. Sie stand bei den drei Spielen im Tor und blieb bei den Siegen gegen Montenegro (7:0) und das Kosovo (2:0) ohne Gegentor. Durch eine 0:1-Niederlage gegen Deutschland verpassten sie zwar den Gruppensieg, erreichten als Zweite aber die Eliterunde. Hier stand sie im ersten Spiel gegen Gastgeber Polen (1:0) und im zweiten Spiel gegen Norwegen (0:2) im Tor. Zwar gewannen ihre Mitspielerinnen ohne sie da dritte Spiel gegen Griechenland mit 2:0, als Gruppenzweite verpassten sie aber die Endrunde.
Im April 2021 wurde sie erstmals zu zwei Freundschaftsspielen der A-Nationalmannschaft  eingeladen, aber ebenso wie bei den Spielen in der Qualifikation für die WM 2023 im Oktober nicht eingesetzt.
Am 20. Februar 2022 spielte sie beim SheBelieves Cup 2022 erstmals für die A-Nationalmannschaft – gegen Tschechien stand sie in der Startelf und gewann mit 2:1, wodurch die Isländerinnen Zweite wurden. Am 11. Juni 2022 wurden sie als eine von drei Torhüterinnen für die EM-Endrunde im Juli nominiert. Sie war die Spielerin mit den wenigsten Länderspielen im Kader, wurde aber nach einer Trainingsverletzung am 14. Juli durch Íris Dögg Gunnarsdóttir ersetzt, die noch kein Länderspiel bestritten hatte.
Am 13. Juni 2025 wurde sie für die EM-Endrunde 2025 nominiert. Sie kam aber bei den drei Niederlagen ihrer Mannschaft nicht zum Einsatz, nach denen die Isländerinnen ausschieden.

## Erfolge
- Isländische Pokalsiegerin 2016 (ohne Einsatz), 2021
- Isländische Super-Pokalsiegerin 2016 und 2017 (ohne Einsatz)